# Bheu Januário
Bheu António Januário (Beira, 11 de agosto de 1993) é um futebolista moçambicano que atua como lateral-direito ou zagueiro. Atualmente defende a União do Songo.

## Carreira
Nascido na Beira, profissionalizou-se na Liga Desportiva de Maputo, em 2014. Em 2017 foi contratado pelo Nacional da Madeira, porém só estrearia pelo clube madeirense em setembro do ano seguinte (o lateral continuou emprestado à Liga Desportiva), pela Taça de Portugal, onde o Nacional venceria o Condeixa por 3 a 1. Seu único jogo pela Segunda Liga foi em outubro do mesmo ano, quando o CDN enfrentou o Braga B - recebeu um cartão amarelo e foi substituído pelo compatriota Witiness Quembo aos 12 minutos do segundo tempo.
Sem espaço no Nacional, foi emprestado ao Fafe, juntamente com Geraldo Matsimbe, onde atuou em 8 jogos. Em 2019, Bheu Januário regressa a Moçambique para defender a União do Songo.

## Seleção Moçambicana
Pela Seleção Moçambicana de Futebol, Bheu Januário faz parte das convocações desde 2016, estreando pelos Mambas na vitória por 3 a 2 sobre Ruanda, pelas eliminatórias da Copa Africana de Nações do ano seguinte. Desde então, foram 7 jogos e um gol pela Seleção Moçambicana.